# Piero Toscani

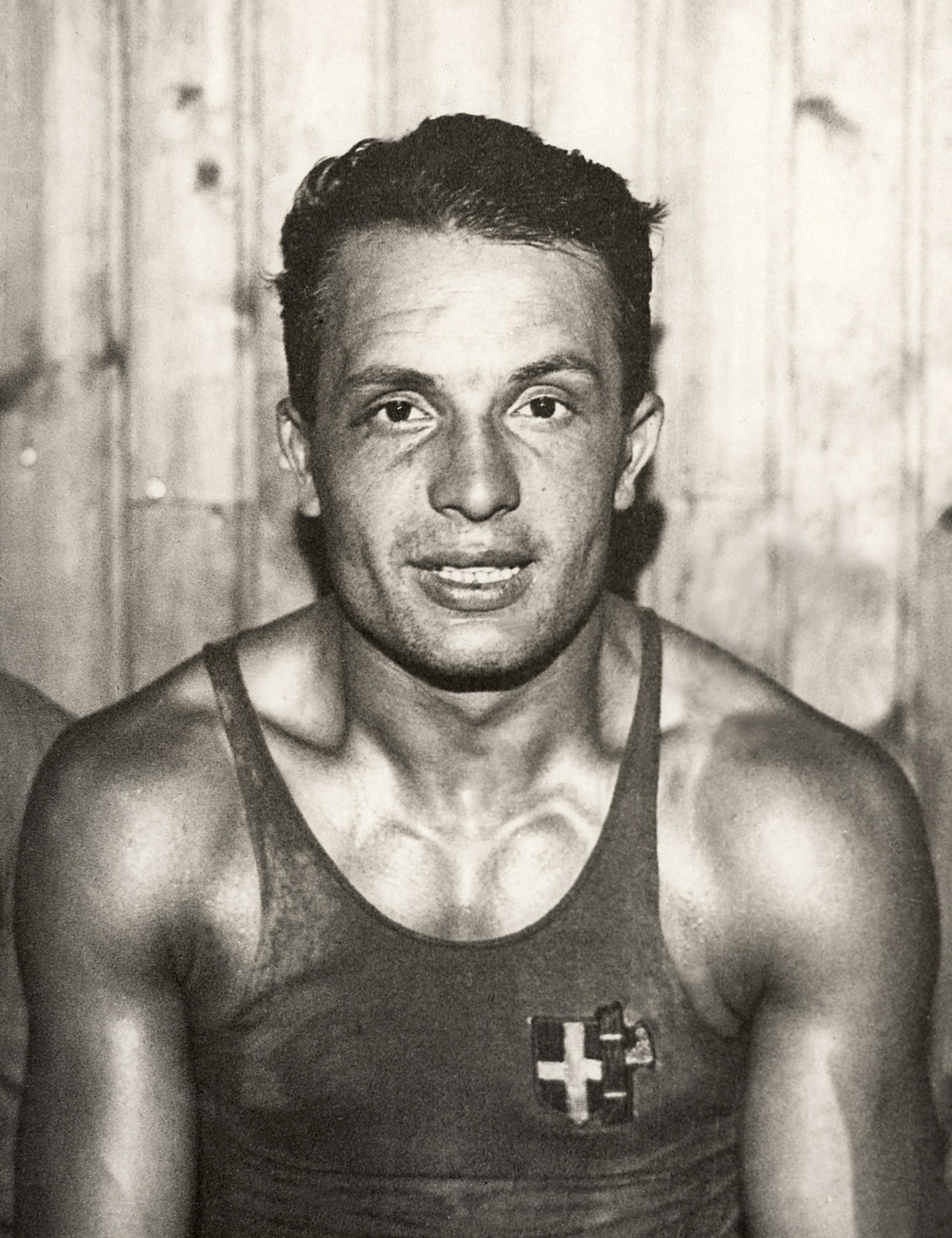
Piero Toscani 1928

Piero Toscani (* 28. Juli 1904 in Mailand; † 23. Mai 1940 ebenda) war ein italienischer Boxer und Olympiasieger im Mittelgewicht von 1928.

## Werdegang
Bei den Europameisterschaften 1927 in Berlin erreichte er das Viertelfinale, wo er gegen den Deutschen Wilhelm Maier ausschied. Im August 1928 startete er als einer von sieben Italienern bei den 9. Olympischen Sommerspielen in Amsterdam. Er besiegte dabei im Achtelfinale den Dänen Ingvar Ludvigsen, im Viertelfinale den Schweden Oscar Kjällander, im Halbfinale den Belgier Léonard Steyaert und im Finale Jan Heřmánek aus der Tschechoslowakei. Zudem gewannen seine Landsleute Vittorio Tamagnini und Carlo Orlandi ebenfalls Gold im Bantamgewicht bzw. Leichtgewicht.
Von 1930 bis 1934 bestritt er eine kurze Profiboxkarriere mit acht Kämpfen in Italien, Frankreich und Österreich, von denen er fünf verlor und zwei unentschieden endeten. Am 1. Dezember 1931 unterlag er vorzeitig in der dritten Runde gegen Marcel Thil. Den einzigen Sieg seiner Profilaufbahn feierte er am 27. Januar 1933 gegen Mario Casadei, der im Mai 1942 um die Europameisterschaft gegen Jupp Besselmann boxte.